# Абланкур, Джим
Джим Абланкур (фр. Jim Ablancourt; род. 3 июля 1983, Реюньон) — французский футболист, игравший на позиции защитника.

## Ранние годы
Абланкур вырос в Сен-Пьере, коммуне в заморском департаменте Франции Реюньон.

## Клубная карьера
В возрасте 14 лет Абланкур начал тренироваться с основной командой реюньонского клуба «Стад Тампонез». После этого он подписал контракт с «Монако» из Лиги 1, где сыграл 4 матча. 18 октября 2003 года Абланкур дебютировал за «монегасков» в матче против «Осера», который завершился вничью со счётом 1:1. 2 апреля 2004 года он играл против «Аяччо», где допустил три гола в течение 45 минут и был заменён, момент, который он описал как один из худших в своей карьере. «Монако» забил три гола, сделав счет 3:3, но после этого Абланкур больше не появлялся в Лиге 1.
Помимо чемпионата, он также играл за «Монако» в Кубке французской лиги и был в команде, которая дошла до финала Лиги чемпионов под руководством Дидье Дешама. В 2004 году Абланкур покинул клуб после того, как его контракт не был продлен.
После «Монако» Абланкур подписал контракт со словацким клубом «Ружомберок», который хотел подписать центрального защитника через своего агента, бывшего игрока Фабьена Пивето, который знал тогдашнего главного тренера «Ружомберок», чешского игрока сборной Любомира Моравчика. Став самым высокооплачиваемым игроком в команде, он столкнулся с расизмом и вернулся на Реюньон, хотя «Ружомберок» не хотел, чтобы он уходил. Со «Стад Тампонезом» он десять раз выигрывал Премьер-лигу Реюньона. В 34 года Абланкур завершил карьеру футболиста.

## Личная жизнь
У него есть дочь.